# Lucas Ostiglia
Lucas Ostiglia (Buenos Aires, 3 de mayo de 1976) es un exjugador argentino de rugby que se desempeñaba como ala.

## Selección nacional
Fue convocado a los Pumas por primera vez en junio de 1999 para enfrentar a los Dragones rojos y jugó su último partido en octubre de 2007 contra los Springboks. En total disputó 32 partidos y marcó tres tries.

### Participaciones en Copas del Mundo
| Mundial                       | Sede      | Resultado        | PJ | Tries |
| ----------------------------- | --------- | ---------------- | -- | ----- |
| Copa Mundial de Rugby de 1999 | Gales     | Cuartos de final | 3  | 0     |
| Copa Mundial de Rugby de 2003 | Australia | Fase de grupos   | 2  | 0     |
| Copa Mundial de Rugby de 2007 | Francia   | Tercer puesto    | 5  | 0     |

## Palmarés
- Campeón del Sudamericano de Rugby A de 2003.
- Campeón del Torneo Nacional de Clubes de 1996, 2001 y 2010.
- Campeón del Top 12 de la URBA de 1996, 1998, 2008 y 2009.